# Cherry Red Records
Cherry Red Records — британський лейбл звукозапису, створений 1978 року.
Засновниками компанії Cherry Red Records були мешканці Грейн-Мелверна, графство Вустершир, Велика Британія, Ієн Макней, Річард Джонс та Вілл Еткінсон. Починаючи з 1971 року вони влаштовували концерти в Грейт-Мелверні, створивши власну компанію Cherry Red Promotions. Назва «Cherry Red» була запозичена з однойменної пісні гурту The Groundhogs. Наприкінці 1977 року партнери вирішили заснувати лейбл звукозапису, де можна було б видати пісні місцевого панк-рок-гурту The Tights. Їхній перший сингл вийшов на Cherry Red Records 2 червня 1978 року. Водночас Ієн Макней вирішив, що хоче присвятити лейблу весь свій вільний час, і звільнився з основної роботи.
Макней вже мав досвід роботи в музичній індустрії. Окрім організації концертів, він працював на лейблах Magnet Records та Bell/Arista Records. Він вирішив, що його власний інді-лейбл буде видавати записи різноманітних виконавців, не зосереджуючись на якомусь одному стилі. Протягом наступних років на Cherry Red Records виходили записи Моргана Фішера, гурту Destroy All Monsters, The Monochrome Set, Трейсі Торн та Бена Вотта. Також в організації почали з'являтися дочірні лейбли, такі як Anagram Records або El Records. 1987 року Макней припинив керувати лейблом, та взяв чотирирічну перерву, подорожуючи світом.
Починаючи з 1991 року Макней повернувся до керуючих позицій на Cherry Red Records. Він продовжував співпрацювати з меншими інді-лейблами, накшталт Flicknife, No Future, Rondelet, Midnight, Temple або In Tape, отримуючи права на їхні композиції. Починаючи з 1993 року на лейблі виходили збірки колекційних видань в різних жанрах, починаючи з панк-року, продовжуючи сайкобілі, британською метал-музикою та готичним роком. 1995 року років було започатковано серію записів Football Collectors, яка містила пісні британських футбольних клубів, а також національних збірних.
Станом на 2020-ті роки лейбл продовжував видавати близько 300 записів на рік, маючи в каталозі понад 30 тис. пісень. Серед найбільш відомих виконавців Cherry Red Records — англійська попспівачка Кім Вайлд, британський музикант Говард Джонс, гурти Dinosaur Jr., The Fall та Hawkwind. Компанія містила більш ніж десять дочірніх лейблів, які відповідали за різні музичні напрямки: прогресивний рок, панк-рок, соул та ритм-енд-блюз, регі, джаз та етнічна музика, попмузика різних десятиліть, психоделічна музика, диско, метал та інші.